# 신의 (삼국지)
신의(申儀, ? ~ ?)는 중국 삼국 시대 위나라에 종속한 한중군 동부 일대의 유력가이다. 잠시 촉나라의 무력에 굴복하기도 했지만 주로 위나라에 협력하였다.

## 생애
형 신탐과 아울러 한중군 동부 일대에서 세력을 모으고 조조에게 협조하였다. 219년(건안 24년) 촉나라에서 쳐들어온 유봉과 맹달에게 투항하여 자리를 보전하였다. 유비로부터 건신장군(建信將軍) 겸 서성태수에 임명되었다. 220년(황초 원년) 위나라에 귀순한 맹달이 하후상, 서황과 더불어 상용으로 진격해오자 재차 위나라에 붙어 유봉을 축출했다. 이 공적으로 위흥태수를 유지하고 형의 작위였던 원향후(員鄕侯)에 봉해졌다. 조비 사후 신성태수 맹달이 촉나라와 내통하였다. 맹달과 사이가 좋지 않았던 신의는 이 사실을 수차례 중앙에 알렸고, 독형예이주제군사(督荊豫二州諸軍事) 사마의가 이를 토벌하러 왔다. 227년 섣달(태화 원년)부터 228년 정월에 걸친 전투 동안 신의는 촉나라의 구원군을 막았고 결국 맹달은 처형되었다. 신의는 국경인 위흥에 오랫동안 있으면서 편의대로 관직을 수여하는 등 지역에서의 권세가 너무 컸기 때문에 낙양에 불려가 누선장군(樓船―)으로 전임되었다.

## 삼국지연의
사서가 아닌 소설 《삼국지연의》에서는 방릉도위로 첫 등장하여 맹달, 형 신탐과 위나라에 귀순할 계획을 짠다. 먼저 위나라로 귀순한 맹달이 하후상, 서황과 함께 유봉을 격퇴한다. 그 사이 신탐이 상용을, 신의가 방릉을 닫아걸어 유봉을 성도로 쫓아낸다. 이후 금성태수(金城―)로서 신성태수 맹달의 모반에 가담하는 척하면서 사마의와 내응한다. 상용태수 신탐과 같이 군을 이끌고 신성으로 가 마중나온 맹달을 습격한다. 가정 전투에도 형과 함께 참전해 공을 세운다.

## 가계
- 형 : 신탐

## 참고 문헌
- 《삼국지》40권 촉서 제10 유봉
- 《위략》 ; 배송지 주석, 《삼국지》40권 촉서 제10 유봉에서 인용